# باتريك أندي
باتريك أندي (بالإنجليزية: Patrick Andy)‏ هو موسيقي جامايكي، ولد في 1960 في أبرشية كلارندون في جامايكا.